# Lomuvatka
Lomuvatka (în ucraineană Ломуватка) este o așezare de tip urban din orașul regional Breanka, regiunea Luhansk, Ucraina. În afara localității principale, nu cuprinde și alte sate.

## Demografie
Componența lingvistică a așezării de tip urban Lomuvatka
     Ucraineană (78,67%)
     Rusă (21,33%)
Conform recensământului din 2001, majoritatea populației așezării de tip urban Lomuvatka era vorbitoare de ucraineană (78,67%), existând în minoritate și vorbitori de rusă (21,33%).